# Лешек Блажинський
Лешек Блажинський (пол. Leszek Błażyński; 5 березня 1949 — пом. 6 серпня 1992) — польський боксер, призер Олімпійських ігор, чемпіон Європи серед аматорів.

## Аматорська кар'єра
На чемпіонаті Європи 1971 року завоював срібну медаль.
- У 1/8 фіналу переміг Златко Мілосавлевича (Югославія) — TKO 2
- У чвертьфіналі переміг Віктора Запорожця (СРСР) — 3-2
- У півфіналі переміг Константина Груеску (Румунія) — TKOI 2
- У фіналі програв Хуану Франсіско Родрігесу (Іспанія) — 1-4

На Олімпійських іграх 1972 завоював бронзову медаль.
- У 1/16 фіналу переміг Чандер Нараянан (Індія) — 3-2
- У 1/8 фіналу переміг Артуро Дельгадо (Мексика) — 5-0
- У чвертьфіналі переміг Ю Ман Чонг (Південна Корея) — 3-2
- У півфіналі програв Георгію Костадінову (Болгарія) — 0-5

На чемпіонаті Європи 1973 програв у другому бою.
На чемпіонаті світу 1974 програв у другому бою Дугласу Родрігесу (Куба).
На Олімпійських іграх 1976 завоював бронзову медаль.
- У 1/16 фіналу переміг Антоніо Фільо (Бразилія) — KO-2
- У 1/8 фіналу переміг Фазлія Шачировича (Югославія) — 3-2
- У чвертьфіналі переміг Альфредо Переса (Венесуела) — 3-2
- У півфіналі програв Лео Рендольфу (США) — 1-4

На чемпіонаті Європи 1977 року став чемпіоном.
- У чвертьфіналі переміг Жоао Мануель Мігеля (Португалія) — 5-0
- У півфіналі переміг Нурі Ероглу (Туреччина) — 5-0
- У фіналі переміг Олександра Ткаченко (СРСР) — 3-2

Після завершення спортивної кар'єри був тренером з боксу, час від часу займався журналістикою і навіть виступав у кабаре. 6 серпня 1992 року покінчив життя самогубством. Причиною стала тяжка депресія після недавньої смерті дружини.